# Alla scoperta di Charlie
Alla scoperta di Charlie (King of California) è un film del 2007 scritto e diretto da M. Cahill, con protagonisti Michael Douglas ed Evan Rachel Wood.
Presentato in anteprima al Sundance Film Festival, in Italia è stato distribuito dalla Moviemax il 16 maggio 2008.

## Trama
Dopo due anni passati in una clinica psichiatrica, Charlie torna alla sua vita. Ad attenderlo c'è la figlia Miranda, la cui vita tranquilla viene sconvolta dalle bizzarrie del padre, su tutte l'ossessione per un tesoro sepolto che secondo l'uomo si troverebbe sotto un centro commerciale. Coinvolta suo malgrado nell'avventura del padre, Miranda avrà modo di conoscerlo meglio e stringere finalmente un rapporto dopo anni di lontananza.

## Produzione
Il film è stato girato prevalentemente a Los Angeles, Santa Clara e Simi Valley, tutte città della California. La pellicola è stata prodotta principalmente da 6 major: Millennium Films, Emmett/Furla Films, Nu Image / Millennium Films, King of California Productions, Lone Star Film Group, Michael London Productions. Inoltre gli effetti speciali sono a cura della Identity Studios e della Worldwide FX.

## Slogan promozionali
- «We're All Searching for Something ...»
- «You've got to believe in treasure to find it.»
- «Con un padre così chi ha bisogno di un fratello minore?»

## Distribuzione
Il film è stato distribuito in vari paesi, con titoli differenti:
- USA 24 gennaio 2007 (Sundance Film Festival) King of California
- Francia 31 agosto 2007 (Deauville Festival of American Cinema)
- Canada 11 settembre 2007 (Toronto International Film Festival)
- Francia 12 settembre 2007 King of California
- USA 14 settembre 2007 (limitato)
- Paesi Bassi 21 settembre 2007 (Sea Film Festival)
- Germania 15 novembre 2007 King of California
- Ungheria 13 dicembre 2007 Kalifornia királya
- Austria 17 dicembre 2007
- Paesi Bassi 15 gennaio 2008 (DVD premiere)
- Polonia Gennaio 2008 (DVD premiere) Król Kalifornii
- Giappone 9 febbraio 2008 (DVD premiere) California Treasure
- Brasile 12 febbraio 2008 (DVD premiere) O Rei da Califórnia
- Israele 3 aprile 2008
- Argentina 10 aprile 2008 El rey de California
- Svezia 23 aprile 2008 (DVD premiere)
- Norvegia 30 aprile 2008 (DVD premiere)
- Russia 1º maggio 2008 (DVD premiere) Мой папа псих
- Islanda 15 maggio 2008 (DVD premiere)
- Italia 16 maggio 2008 Alla scoperta di Charlie
- Grecia 22 maggio 2008 (Atene) O vasilias kai o thisavros
- Regno Unito 2 giugno 2008 (DVD premiere)
- Spagna 20 giugno 2008 El rey de California
- Cile Luglio 2008 El rey de California
- Grecia 20 ottobre 2008 (DVD premiere)
- Kuwait 21 maggio 2009
- Portogallo 21 maggio 2009 O Rei da Califórnia
- Australia 15 ottobre 2009 (DVD premiere)[4][5]

## Accoglienza
La pellicola negli States ha incassato $ 35.814 nel primo week-end, e $ 248.457 in tutto. In Italia invece nel primo week-end di programmazione ha incassato € 131.000. Il film ha ricevuto delle critiche generalmente positive: sul sito IMDb raggiunge il punteggio di 6.7/10, su MYmovies 2.7/5 e 2.9/5 su Comingsoon.it.